# Antonio Salsete
Antonio Salsete es el pseudónimo un gastrónomo navarro del siglo XVII de nombre desconocido, que se hizo muy popular en la culinaria española gracias a su libro El cocinero religioso (nombre completo: El cocinero religioso instruido en aprestar las comidas de carne, pescado, yerbas y potages a su comunidad) escrito entre los años 1611 y 1745, con introducción de Víctor Manuel Sarobe Pueyo, uno de los transcriptores.
La popularidad del libro hizo que fuese conocido como Salsete, y en él se incluyen numerosas recetas de la cocina navarra y de conventos.